# Боржавські праліси
Боржа́вські праліси́ — заповідне урочище місцевого значення в Україні. Розташоване в межах Свалявського району Закарпатської області, на північ від села Березники. 
Площа 853,5 га. Статус присвоєно відповідно до рішення Закарпатської обласної ради від 21.12.2017 року № 1040 «Про оголошення об'єктів природно-заповідного фонду». Перебуває у віданні ДП «Свалявське ЛГ» (Березниківське л-во кв. 4, вид. 1-15, 19, кв. 5, вид. 1-12, 15, кв. 6, вид. 1-9, кв. 8, вид. 1-7, кв. 9, вид. 1-5, кв. 14, вид. 1-11, кв. 21, вид. 1-14, кв. 42, вид. 1-10, кв. 43, вид. 1-4). 
Статус присвоєно з метою збереження приполонинних букових пралісів віком до 200 років, що зростають у гірському масиві Полонина Боржава. У трав'яному покриві — рідкісні рослини, що занесені до Червоної книги України чи особливо охоронювані: аспленій сколопендровий, конвалія звичайна, живокіст серцеподібний, тимофіївка альпійська, родіола рожева. 
З фауни трапляються ведмідь бурий, кіт лісовий, борсук, рись, лелека чорний, саламандра плямиста.